# Kristine Bayley
Kristine Bayley (ur. 22 czerwca 1983 w Perth) – australijska kolarka torowa, brązowa medalistka mistrzostw świata.

## Kariera
Największy sukces w karierze Kristine Bayley osiągnęła w 2007 roku, kiedy na mistrzostwach w Palma de Mallorca wspólnie z Anną Meares zdobyła brązowy medal w sprincie drużynowym. Australijki przegrały tylko z drużynami Wielkiej Brytanii (Victoria Pendleton i Shanaze Reade) oraz Holandii (Yvonne Hijgenaar i Willy Kanis). Na rozgrywanych w 2006 roku igrzyskach Oceanii w Melbourne zdobyła trzy medale: złoty w wyścigu na 500 m, srebrny w sprincie indywidualnym i brązowy w keirinie. Kristine jest także wielokrotną medalistką mistrzostw kraju.
Jej starszy brat Ryan również uprawia kolarstwo.